# St. John
Pour les articles homonymes, voir Saint John.

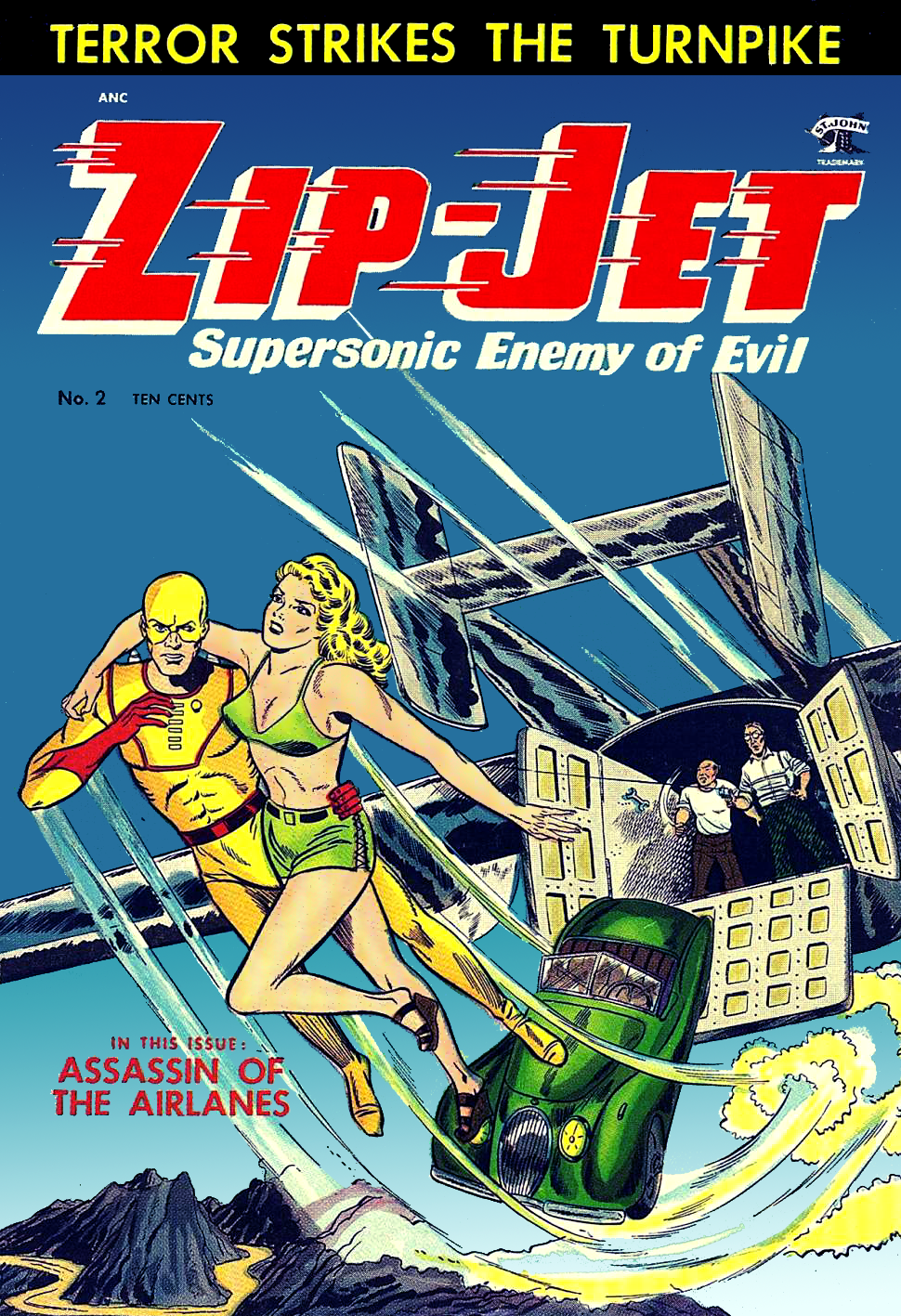
Couverture de Zip-Jet Comics, volume 1, numéro 2, mai 1953, publié par St. John Publications Co. Cette image est tombée dans le domaine public, en raison de St. John ne parvient pas à renouveler le droit d'auteur. Zip-Jet était une version mise à jour du super-héros de l'âge d'or Rocket Man, créé par Chelser Studios pour Scoop Comics (1941). Bien que de courte durée, Zip-Jet était l'un des rares super-héros "ressuscités" dans la pause entre les âges d'or et d'argent de la bande dessinée. Version PNG de ce fichier.

St. John est une maison d'édition américaine de comic books fondée en 1947 par Archer St. John et disparue en 1958 après avoir été racheté par Charlton Comics.

## Histoire
St. John est une maison d'édition américaine de comic books fondée en 1947 par Archer St. John. En 1949, elle achète les droits des personnages des dessins animés produits par Famous Studios pour les adapter en comics. Ainsi en septembre 1949 sort le premier numéro de Casper the Friendly Ghost. Dans ce comics le personnage du fantôme qui était déjà apparu dans des dessins animés mais n'avait pas de nom est nommé pour la première fois Casper. c'est aussi dans ce comics qu'apparaît pour la première fois le personnage de Baby Huey le caneton géant. St. John garde peu de temps ces droits qui sont repris en 1952 par Harvey Comics. 
En 1950, St. John tente une expérience éditoriale en proposant aux kiosques, qui vendaient déjà ses magazines et comic books, deux albums de bande dessinée d'environ 150 pages, dont It Rhymes with Lust ; c'est un échec. En 1958, la société est rachetée par Charlton Comics.

## Documentation
- (en) St. John sur la Grand Comics Database.
- (en) Mike Benton, « St. John Publishing », The Comics Book in America. An Illustrated History, Dallas : Taylor Publishing Company, 1989, p. 143-144.